# دینگوتلیر

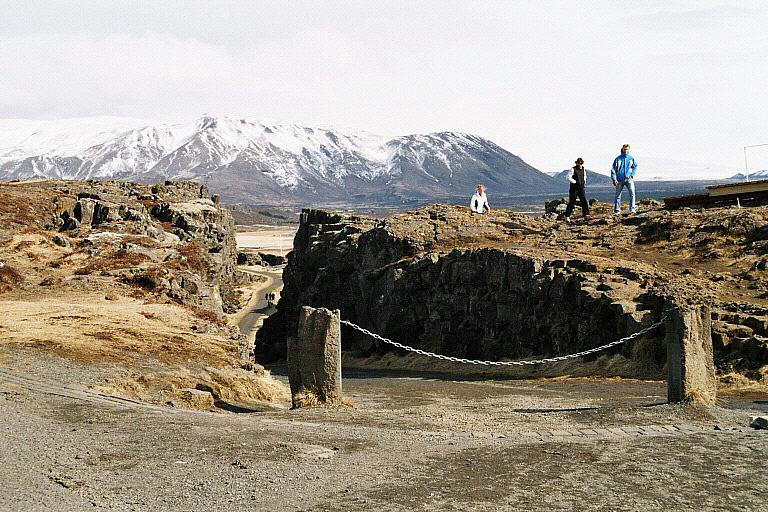
دینگوتلیر.

دینگوتلیر (به زبان ایسلندی: Þingvellir) نام مکانی است در جنوب غربی کشور ایسلند نزدیک به شبه جزیره ریکیانس و منطقه آتشفشانی هنگیل.
نام دینگوتلیر از دو بخش Þing (مجلس) و vellir (دشت‌ها) تشکیل شده‌است.
این مکان از مهمترین اماکن در تاریخ ایسلند است زیرا در سال ۹۳۰ آلدینگ یعنی یکی از نهادهای پارلمانی جهان در این نقطه تشکیل شد.

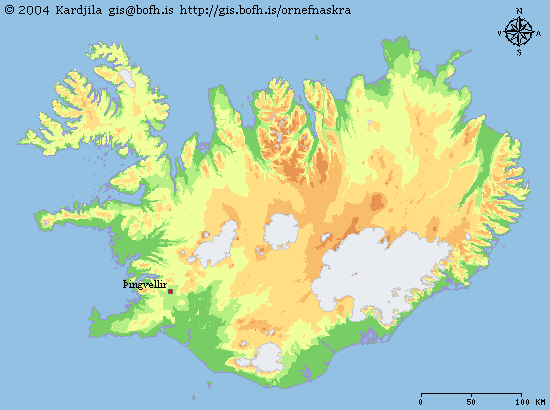
نقشه

دینگوتلیر در فهرست میراث جهانی یونسکو ثبت شده‌است.